# 하우스포그타이플라츠역
하우스포그타이플라츠역(U-Bahnhof Hausvogteiplatz)은 베를린 미테구 미테에 있는 U2의 역이다. 근처에는 잔다르멘마르크트와 독일 외무청이 있다. 1908년 10월 1일에 개통했다.

## 역사

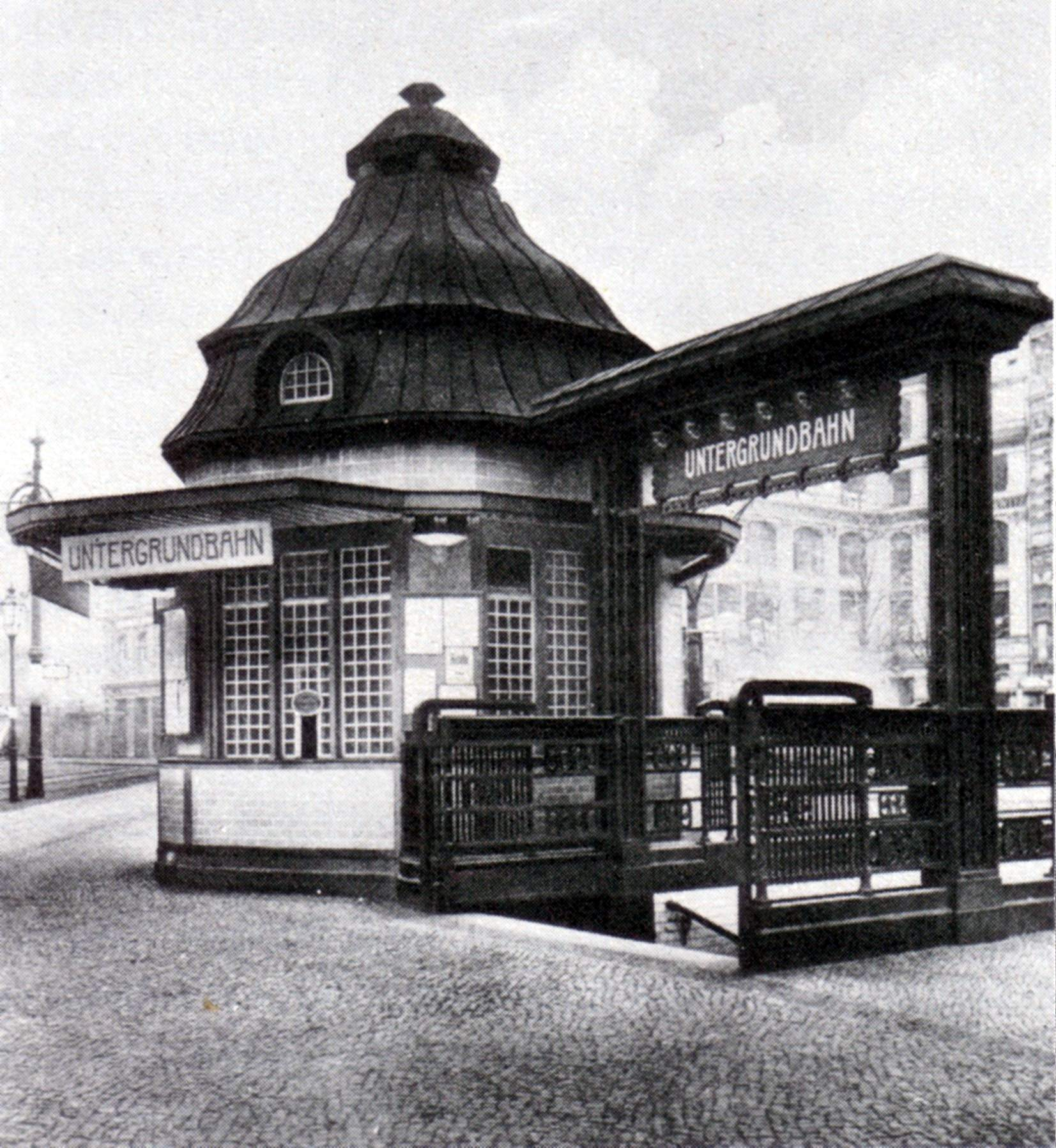
제2차 세계 대전으로 파괴된 지상 매표소

역사는 알프레드 그레난데르가 설계했다. 건설 당시 승강장 외벽은 흰색 타일 및 노란색 외벽으로 마감했다. 곡선상에 역이 위치해 있어서 출입구가 상대적으로 작게 설계되었다. 동부 출입구 쪽은 승강장 폭을 확보할 수 없어서 아르 누보 스타일 육각 기둥형 매표소를 지상 공간에 별도로 설치했다.
제2차 세계 대전 당시 연합군의 베를린 폭격으로 1945년 2월 3일 역사 동부가 파괴되었다. 같은 해 4월에는 란트베어 운하 폭파로 인하여 역이 침수 피해를 입었다. 그 결과 종전 이후 1945년 내에 복구되지 못했다. AI 및 AII선 열차 운행은 복구되었으나 이 역에는 정차하지 않았고, 1950년 1월 7일에 열차 정차가 재개되었다. 지상 매표소는 재건축되지 않았고, 동부 출입구는 간단한 형태로 재건축되었다. 동독 시기였던 1970년대에 승강장 외벽이 개보수되었고, 이때 원래의 흰색 소형 타일 대신 회색 대형 타일이 설치되었다.
1998년 BVG에서는 동부 출입구를 원형대로 복원했으나, 매표소 건물은 복원되지 않았다. 외무청 머릿돌 제막식 당시 부역명으로 외무청(Auswärtiges Amt)을 추가할 계획이 있었으나 실현되지는 않았다.
슈타트미테-알렉산더플라츠 구간 개보수공사 계획에 따라서 역이 원형대로 개보수될 계획이 있다. 인접한 슈피텔마르크트역은 원형이 복원되었으나 이 역은 계획이 확정되지 않았다. 복원 이후에는 광고판을 설치하지 않고 베를린의 역사적인 도심의 옛 모습 사진을 전시할 계획이다.
승객 수가 적어서 엘리베이터 설치는 2016년 이후로 계획되어 있다.

## 인접 철도역
| 베를린 지하철 2호선    | 베를린 지하철 2호선 | 베를린 지하철 2호선      |
| ---------------------- | ------------------- | ------------------------ |
| 슈타트미테 룰레벤 방면 | U2                  | 슈피텔마르크트 팡코 방면 |